# مونت کارلو (قایق بادبانی)
مونت کارلو (قایق بادبانی) (به انگلیسی: Monte Carlo (yacht)) یک کشتی است که طول آن ۴۰٫۴ متر (۱۳۲ فوت ۷ اینچ) می‌باشد. این کشتی در سال ۱۹۸۸ ساخته شد.